# Фосфоураніліт
Фосфоураніліт (англ. phosphuranylite) — мінерал, основний водний уранофосфат кальцію шаруватої будови з групи уранових слюдок.
Назва — за хімічним складом.
Фосфураніліт уперше описаний в 1879 році німецько-американським хіміком і мінералографом Фрідріхом Августом Гентом (Friedrich August Genth).
Синонім — фосфурураніліт.

## Опис
Хімічна формула:
- 1. За Є. К. Лазаренком: Ca[(UO2)4|(OH)4|(PO4)2]•8H2O.
- 2. За «Fleischer's Glossary» (2004): KCa(H3O)3(UO2)7[PO4]4O4 •8H2O.

Містить (%): CaO — 2,19; UO3 — 78,26; P2O5 — 11,10; H2O — 8,45. Утворює квадратні таблички, порошкуваті маси, нальоти, лускуваті аґреґати. Спайність по (010) досконала. Густина 3,0-3,2. Твердість 2,0-2,5. Колір темно-жовтий, лимонно-жовтий. Блиск перламутровий. На площині спайності перламутровий блиск.
Зустрічається в корі вивітрювання ґранітних пегматитів. Супутні мінерали: уранініт, арсенати, фосфати та сульфати урану. Осн. знахідки: Вьолсендорф (Баварія, ФРН), Флатрок (шт. Півн. Кароліна, США), Шаба (Конго). Рідкісний.